# Споменик палима у Ослободилачким ратовима у Влашком Долу
Споменик палима у Ослободилачким ратовима у Влашком Долу откривен је јула 1983. године, у знак сећања на пале борце у Балканским, Првом и Другом светском рату. Аутор овог монументалног спомен-обележја, које је изливено у бетону и обложено мермерним плочама, је Велизар Пауновић. Споменик је висок седам метара са црвеном звездом петокраком на врху, која је у време петооктобарских догађања 2000. године била уклоњена, али је касније враћена.
У црном мермеру уклесана су имена свих Влашкодолаца изгинулих у ослободилачким ратовима Србије у првој половини 20. века.
Пре изградње овог монументалног споменика, у Влашком Долу је постојала спомен-плоча на згради Дома културе, коју је 7. јула 1954. године, приликом обележавања 13-годишњице од Устанка народа Србије, открио Месни одбор Савеза бораца Народноослободилачког рата. Стари дом културе је срушен, а на његовом месту, донацијом проф. др Радмиле Милентијевић, саграђен је нови Културни центар.